# CMASA BGA

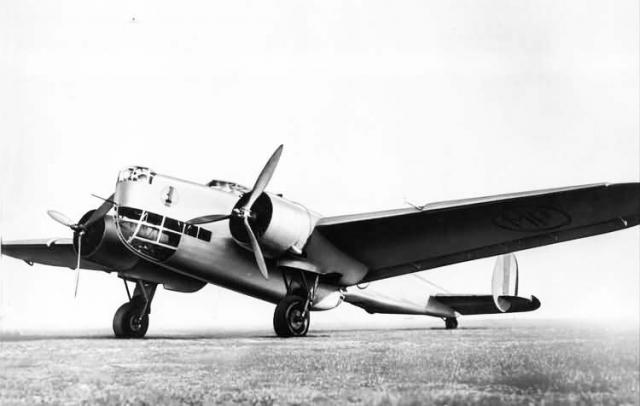
Il CMASA BGA trequarti anteriore

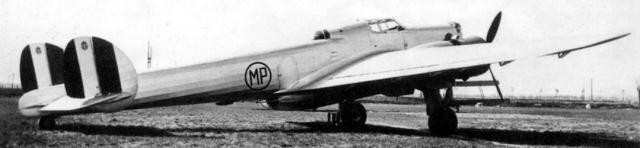
Il CMASA BGA tre quarti posteriore

Il CMASA BGA (Bombardiere di Grande Autonomia) fu un bombardiere bimotore, monoplano ad ala bassa sviluppato dall'azienda aeronautica italiana Costruzioni Meccaniche Aeronautiche (CMASA) nei tardi anni trenta e rimasto allo stadio di prototipo.
Realizzato negli stabilimenti di Marina di Pisa per rispondere ad una specifica emessa dalla forza aerea italiana dell'epoca, a una valutazione comparativa non fu in grado di esprimere prestazioni soddisfacenti ed il suo sviluppo venne interrotto.

## Storia del progetto
In risposta ad un bando del 1934 della Regia Aeronautica che chiedeva ai produttori aeronautici italiani un nuovo bombardiere terrestre medio, con le seguenti specifiche: 
- bimotore per un miglior puntamento anteriore,
- carrello retrattile,
- armamento difensivo con cannone Hispano Suiza 404 da 20 mm più tre mitragliatrici,
- velocità di 330 km/h a 4.500 metri di quota e di 385 km/h a 5.000 metri di quota,
- raggio d'azione di 1.000 km e un carico di 1.200 kg di bombe.

Le aziende che risposero al bando furono: 
- Società Rinaldo Piaggio con il P.32
- Macchi con l'M.C.91 e poi l'M.C.97
- Breda con il Breda Ba.82
- Fiat Aviazione con il B.R.20 e con il CMASA BGA
- Savoia-Marchetti con il S.79B,
- Caproni con il Ca.135
- CANT con lo Z.1011

In generale tutti i velivoli, più veloci di quanto richiesto, avevano raggio d'azione e caratteristiche generali di volo insufficienti.
La Fiat per migliorare le possibilità di vittoria propose due progetti: il Fiat BR.20, che vinse, e il CMSA BGA. Quest'ultimo era costruito nella filiale di Marina di Pisa della CMASA; entrambi i velivoli erano motorizzati con il Fiat A.80 RC.41.
Il CMASA BGA venne valutato a Guidonia il 19 aprile 1938, con la matricola militare MM295, ma non venne scelto per le non eccellenti caratteristiche di volo.

## Tecnica

### Cellula
Interamente costruito in metallo, aveva una fusoliera di forma ellittica e una struttura in due parti collegate. 
La parte anteriore era una monoscocca interamente in metallo rivestita in duralluminio, mentre la posteriore aveva un telaio con tubi saldati in acciaio e ricoperti da tela. La parte inferiore della fusoliera anteriore era completamente vetrata per migliorare la visibilità. La cabina di guida si trovava sopra l'altezza dell'ala, mentre sotto l'altezza dell'ala si trovava il vano delle bombe.
Aveva le ali costruite interamente in metallo .
L'impennaggio era del tipo bideriva. Il carrello d'atterraggio era di tipo triciclo retrattile posteriore con pattino non retrattile, il carrello veniva accolto in alloggiamenti delle gondole motore.

### Motore
Montava due motori radiali Fiat A.80 RC.41 con eliche a passo variabile a tre pale di costruzione FIAT, su licenza della società americana Hamilton.

### Armamento
Aveva tre postazioni per le mitragliatrici Breda-SAFAT 7,7 mm. La prima posta dietro la cabina di pilotaggio dorsalmente, la seconda sotto la prima ventralmente e la terza anteriormente in linea con quella dorsale.